# The Hush Sound
The Hush Sound er et band fra DuPage County, Illinois, lige uden for Chicago. I august 2005 begyndte bandet at udgive deres musik på Decaydance Records.
The Hush Sound består af Bob Morris(sang og guitar), Greta Salpeter (sang og klaver), Darren Wilson (trommer, percussion og sang) og  Mike Leblanc (bas og sang). Chris Haller (bas) forlod bandet i oktober 2008, men vendte tilbage i slutningen af 2012.

## Diskografi

### Albummer
| Titel         | Udgivelsesdato   | Pladeselskab               |
| ------------- | ---------------- | -------------------------- |
| So Sudden     | 11. oktober 2005 | Decaydance/Fueled by Ramen |
| Like Vines    | 6. juni 2006     | Decaydance/Fueled by Ramen |
| Goodbye Blues | 18. marts 2008   | Decaydance/Fueled by Ramen |

### Singler
| Titel                      | Udgivelsesår | Album         |
| -------------------------- | ------------ | ------------- |
| "Crawling Towards the Sun" | 2005         | So Sudden     |
| "We Intertwined"           | 2006         | Like Vines    |
| "Wine Red"                 | 2006         | Like Vines    |
| "Honey"                    | 2008         | Goodbye Blues |
| "Medicine Man"             | 2008         | Goodbye Blues |

### Samlinger
| Titel                        | Udgivelsesdato  | Pladeselskab                | Sang                                                 |
| ---------------------------- | --------------- | --------------------------- | ---------------------------------------------------- |
| Snakes on a Plane: The Album | 15. august 2006 | New Line Records/Decaydance | "Wine Red" (Tommie Sunshine's Brooklyn Fire Retouch) |